# Monte Antoroto (area protetta)
Monte Antoroto è un sito di interesse comunitario  della Regione Piemonte, nell'ambito della Direttiva 92/43/CEE (Direttiva Habitat), designato inoltre come Zona Speciale di Conservazione. Comprende un'area di 590,49 ettari nel territorio dei comuni di Ormea e Garessio, in Provincia di Cuneo.

## Territorio

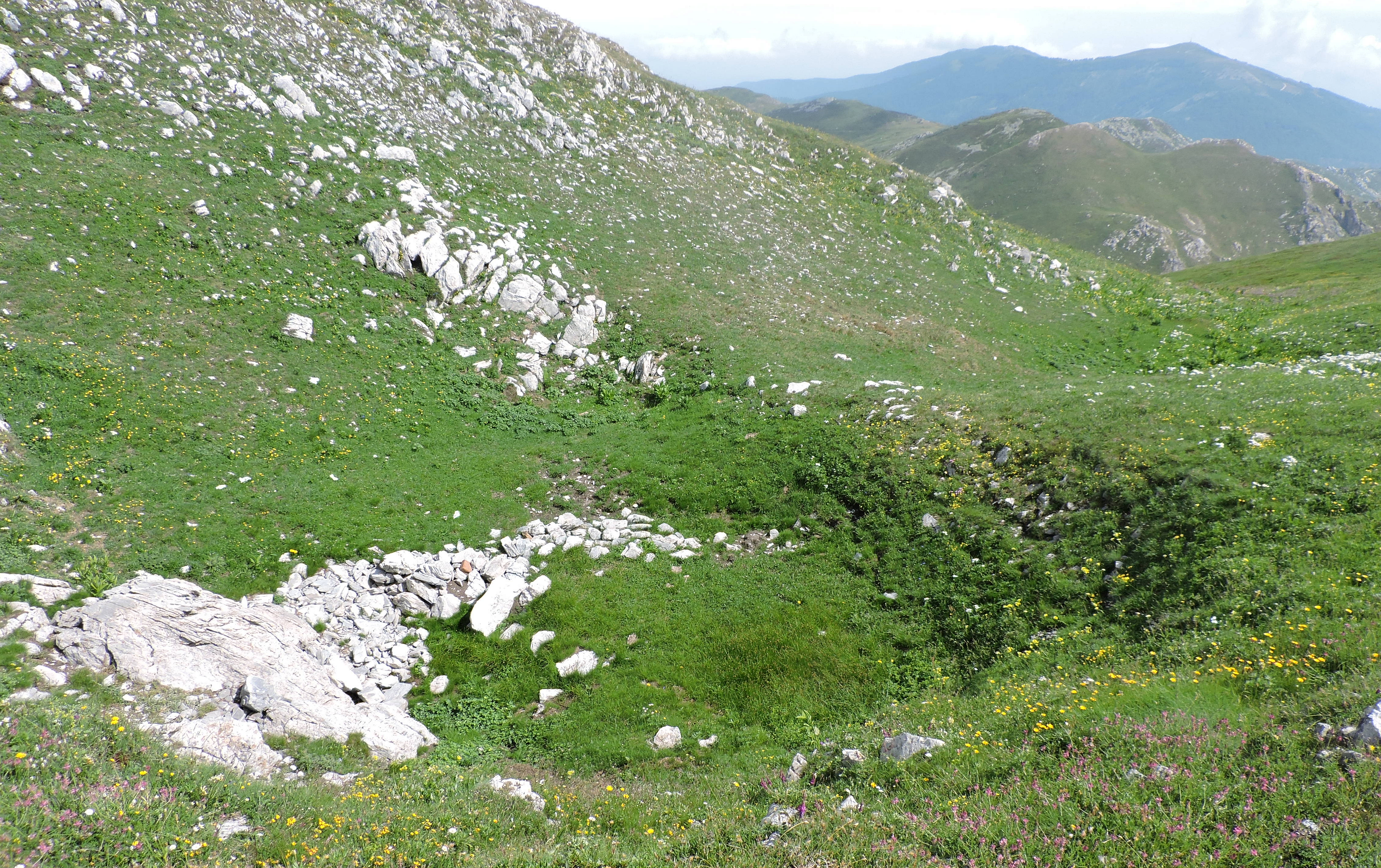
Inghiottitoio presso la cima del monte Antoroto

Il SIC comprende l'area circostante all'omonima montagna delle Alpi liguri. Oltre al monte Antoroto l'area protetta comprende altri rilievi quali la Cima Ciuaiera (2175 m s.l.m.), la punta dei Termini (2086 m s.l.m.) e la Rocca dell’Aquila (1905 m s.l.m.). Nell'area predominano gli ambienti prativi, mentre tra le aree boschive, di estensione complessiva piuttosto limitata, si può citare una faggeta nella zona est del sito; geologicamente sono da rilevare vaste formazioni calcaree.

## Flora e vegetazione

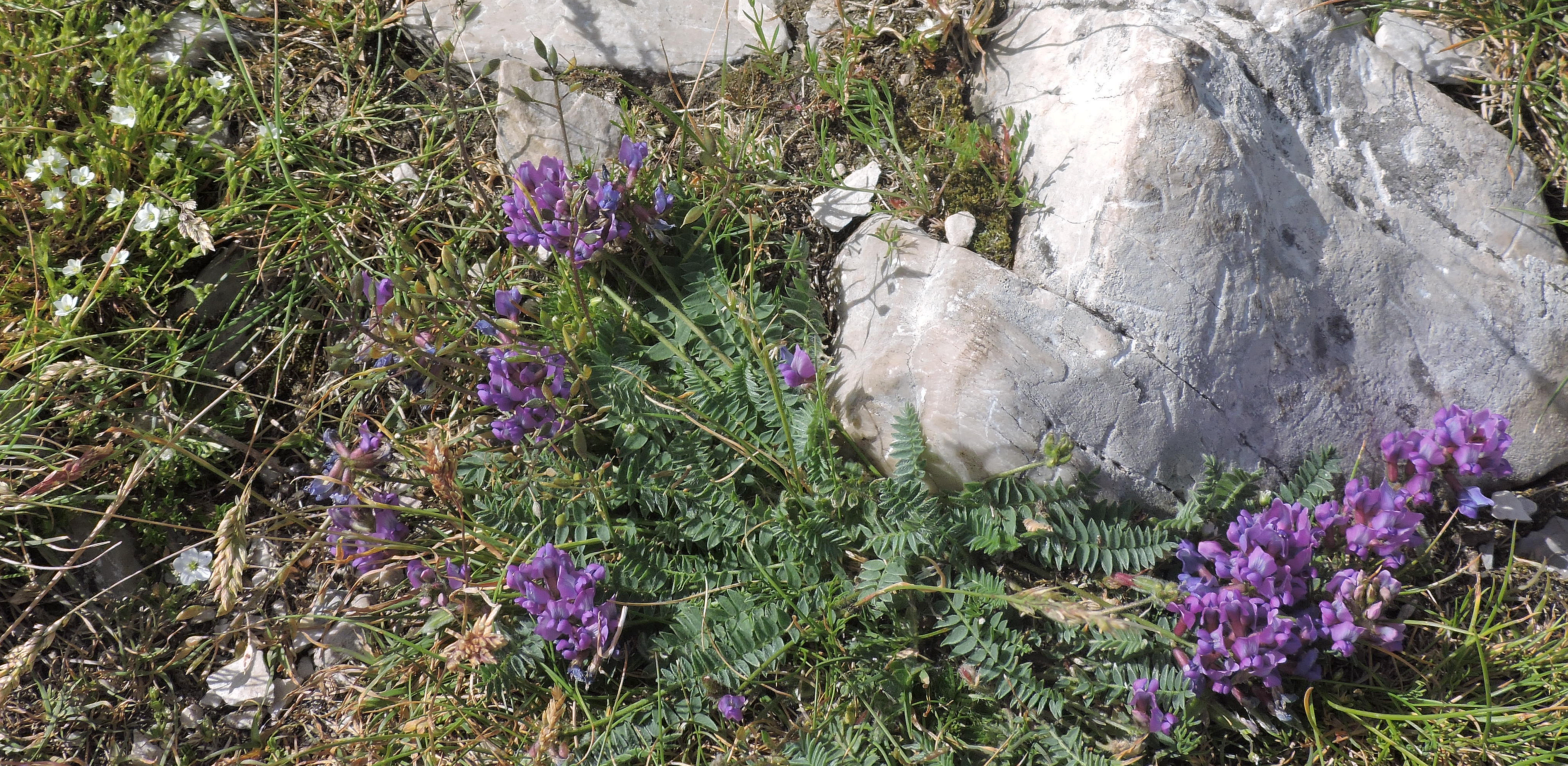
Fioriture su substrato calcareo

La flora del SIC/ZSC è particolarmente interessante perché coesistono specie legate all'ambiente mediterraneo con altre tipicamente alpine. Tra le specie rare o minacciate possono essere ricordate Swertia perennis, Tulipa australis e Allium victorialis. Tra quelle endemiche delle Alpi Occidentali sono presenti nell'area Sedum fragrans, Allium narcissiflorum, Campanula macrorhiza, Jovibarba allionii e varie altre. Tra le misure conservazionistiche specifiche del sito sono previste, per le zone con popolamento di Aquilegia alpina, la prevenzione di un eccessivo calpestamento sia che questo sia dovuto al pascolamento che alla frequentazione escursionistica.

## Fauna
L'area protetta ospita varie specie di uccelli di interesse conservazionistico, tra le quali Alectoris graeca ssp. saxatilis (la coturnice di monte), Aquila chrysaetos (l'aquila reale), Pernis apivorus (il falco pecchiaiolo) e Circaetus gallicus (il biancone). Nell'area del SIC si è inoltre stabilito un branco di lupi; alcune tra le misure di conservazione specifiche del sito sono legate alla presenza di questo predatore ed alla sua compatibilità con le attività umane, in particolare la pastorizia.

## Habitat
Nel SIC/ZSC sono presenti i seguenti habitat naturali di interesse comunitario:
- Formazioni erbose calcicole alpine e subalpine (cod.6170),
- Praterie montane da fieno (cod.6520),
- Ghiaioni calcarei e scistocalcarei montani e alpini (Thlaspietea rotun-difolii) (cod.8120),
- Pareti rocciose calcaree con vegetazione casmofitica (cod.8210),
- Faggeti del Luzulo-Fagetum (cod.9110),
- Faggeti dell'Asperulo-Fagetum (cod.9130),
- Faggeti calcicoli dell'Europa centrale del Cephalanthero-Fagion (cod.9150),
- Foreste di versanti, ghiaioni e valloni del Tilio-Acerion (cod.9180),
- Laurisilve macaronesiche (Laurus, Ocotea) (cod.9260),
- Foreste alpine di Larix decidua e/o Pinus cembra (cod.9420).

## Attività
La zona del SIC è attraversata da alcuni itinerari escursionistici; in particolare si possono ricordare i sentieri di accesso alla vetta del monte con partenza da Val Casotto o da Valdinferno, una frazione di Garessio.